# Borsa di Praga

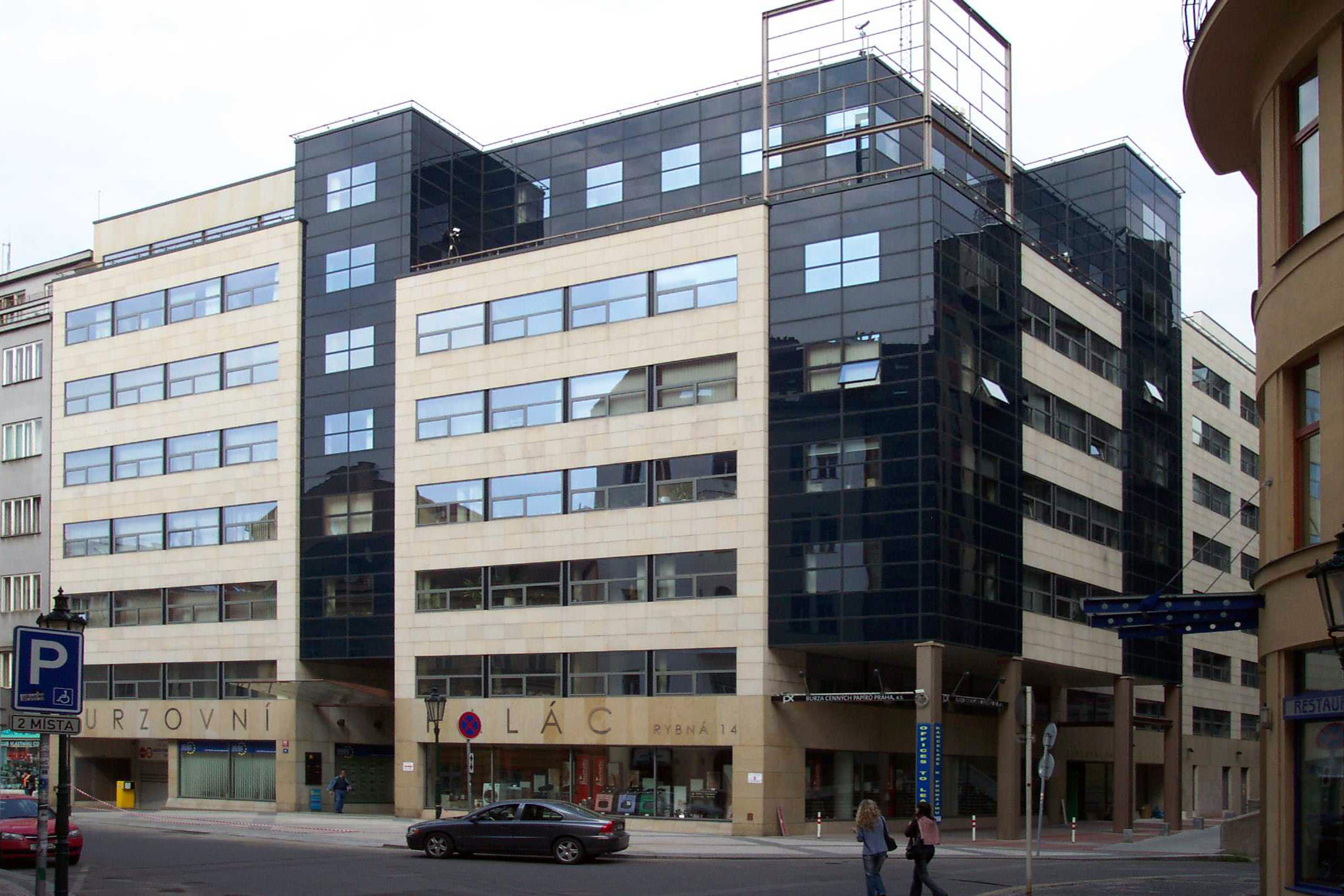
Palazzo della Borsa di Praga

La Borsa di Praga o Prague Stock Exchange (in ceco: Burza cenných papírů Praha, a.s. o BCPP) è una borsa valori nata il 24 novembre 1992 con sede a Praga. Esisteva già una borsa nel 1861, costruita dagli austriaci, ma è stata chiusa dal regime comunista nella Seconda guerra mondiale.